# Obóz w Thiaroye
Obóz w Thiaroye (fr. Camp de Thiaroye) – senegalski dramat wojenny z 1988 roku w reżyserii Ousmane'a Sembène'a i Thierno Faty Sowa, zrealizowany w ramach międzynarodowej koprodukcji, ale bez udziału kapitału europejskiego. 
Film zdobył Nagrodę Specjalną Jury, czyli drugie pod względem znaczenia wyróżnienie w konkursie głównym, na 45. MFF w Wenecji.

## Fabuła
Obraz stanowi oskarżenie pod adresem francuskiego systemu kolonialnego. Czarnoskórzy żołnierze, broniący Francji w czasie II wojny światowej, trafiają po powrocie z frontu do tytułowego obozu wojskowego na przedmieściach Dakaru, z którego mają być poddani repatriacji do swoich krajów. Protestują oni przeciwko niskim żołdom i złym warunkom panującym w obozie, w odpowiedzi na co w nocy z 30 listopada na 1 grudnia 1944 roku armia francuska dokonuje brutalnej masakry swoich własnych weteranów z kolonii zachodnioafrykańskich.

## Obsada
- Sidiki Bakaba
- Hamed Camara
- Ismaël Lô
- Philippe Chamelat
- Marthe Mercadier
- Casimir Zoba
- Jean-Daniel Simon[4]

## Produkcja
Zdjęcia kręcono na terenie Senegalu.

## O filmie
Temat był dla reżysera Ousmane'a Sembène'a bardzo osobisty i na poły autobiograficzny, jako że twórca ten służył w Nigrze jako żołnierz Wolnej Armii Francuskiej w czasie, gdy doszło do masakry. 
Ze względu na swoją antykolonialną i oskarżycielską wymowę film był przez 10 lat zakazany we Francji, a w Senegalu został ocenzurowany i trafił na 3 lata na półkę.